# Matthew Pateman (chanteur)
Matthew Pateman, né le 14 mai 1971, est un chanteur et acteur britannique. Il est surtout connu en tant qu'ancien membre du boys band des années 1990, Bad Boys Inc.
Il va à huit ans à l’école d’art dramatique Patricia Hammond et poursuit ses études au London Studio Centre. Pateman apparaît dans le soap opera Doctors et dans la comédie musicale Boyband au théâtre Gielgud. Il est ensuite membre d'un groupe d'électro-rock Jean et de Madhen Productions.
Il participe sous le nom de Matthew James au concours de sélection du Royaume-Uni pour le Concours Eurovision de la chanson 2016 mais n'est pas retenu.